# Carlos Sanjuán
Carlos Sanjuán de la Rocha (Zaragoza, 10 de enero de 1938) es un político español.

## Biografía
Nacido en Zaragoza, está licenciado en Derecho y es abogado y comandante auditor del Cuerpo Jurídico de la Armada. 
Miembro del PSOE, diputado constituyente en 1977. Entre 1978 y 1979 fue consejero de Interior en el primer gobierno preautonómico andaluz. Ha sido cabeza de lista por el PSOE y diputado por Málaga en el Congreso de los Diputados, de la Constituyente hasta la VI legislatura. En este tiempo llegaría a ejercer como presidente de las Comisiones de Defensa y de Justicia e Interior.  
Tras la victoria socialista en las elecciones de 1982 se esperaba que fuese nombrado ministro de Interior en el nuevo gobierno que presidiría Felipe González. Sin embargo, sería José Barrionuevo la persona designada para ese cargo. Sanjuán aceptó a regañadientes el puesto de subsecretario de Interior, posición desde la cual mantuvo numerosos conflictos con el director general de Seguridad, Rafael Vera. Sanjuán terminaría dimitiendo a comienzos de 1984.
Hombre de confianza de Alfonso Guerra, y considerado un «guerrista a ultranza», este le habría situado en la Secretaría General del PSOE de Andalucía tras conseguir derribar a José Rodríguez de la Borbolla. Entre 1988 y 1994 ejercería como secretario general de la federación andaluza del PSOE.